# 364 Isara
Isara (asteroide 364) é um asteroide da cintura principal com um diâmetro de 27,99 quilómetros, a 1,889801 UA. Possui uma excentricidade de 0,1490966 e um período orbital de 1 208,92 dias (3,31 anos).
Isara tem uma velocidade orbital média de 19,98595236 km/s e uma inclinação de 6,00474º.
Este asteroide foi descoberto em 19 de Março de 1893 por Auguste Charlois.
Este asteroide recebeu este nome em homenagem ao Rio Isère, na França.